# Benjamin F. Gue
Benjamin F. Gue (25 de diciembre de 1828-1 de junio de 1904) fue un editor de periódico, escritor y político estadounidense del Estado de Iowa. Se desempeñó dentro de la Asamblea General de Iowa como miembro de la Cámara de Representantes de Iowa (1858-1862); miembro del Senado de Iowa (1862-1866) y como vicegobernador de Iowa (1866-1868). Es el autor de la History of Iowa From the Earliest Times to the Beginning of the Twentieth Century.

## Primeros años
Nació el 25 de diciembre de 1828 en una granja cerca de Coxsackie, Nueva York, hijo de los abolicionistas cuáqueros John y Catherine Gurney Gue. Tenía cinco hermanos menores. Tuvo que ayudar a su madre a criar a sus hermanos después de que su padre muriera cuando él tenía 10 años. Los seis niños ayudaron a administrar la granja. Estuvo en contra de la esclavitud desde que era un niño y la casa de su familia era parte del ferrocarril subterráneo. Fue educado en una academia en Canandaigua, Nueva York y West Bloomfield, Nueva York. En la primavera de 1852, cuando tenía 24 años, él y uno de sus hermanos viajaron a Iowa en busca de tierras cerca de Rock Creek en el condado de Scott. Los dos hermanos vivían en una cabaña de troncos mientras preparaban una granja y un hogar para su familia.
Se casó con Elizabeth Parker el 12 de noviembre de 1855 y tuvieron cuatro hijos. Elizabeth murió el 3 de julio de 1888. Gue murió el 1 de junio de 1904 y el funeral tuvo lugar en su casa.

## Carrera
Ayudó a organizar el Partido Republicano de Iowa en febrero de 1856 en Iowa City como delegado de la Convención Estatal. Coescribió un proyecto de ley escrito para iniciar una universidad agrícola estatal y ayudó a liderar la aprobación exitosa del proyecto de ley en 1857. Se convirtió en diputado de 1858 a 1862 y fue senador de 1862 a 1866. En el Senado, participó en un acto que prohibía la circulación de billetes de bancos extranjeros en Iowa. Cofundó y ayudó a financiar la Universidad Estatal de Iowa en 1858, entonces conocida como Iowa Agricultural College. Se convirtió en editor del periódico republicano de Iowa titulado Iowa North West. Fue elegido presidente del consejo de administración de Iowa Agricultural College en 1866. Se desempeñó como vicegobernador desde 1866 hasta 1868.
A pesar de mucha oposición, abogó y permitió que las mujeres asistieran a la Universidad Estatal de Iowa. Ayudó a seleccionar a Adonijah Welch como presidente de la universidad. Se mudó de Fort Dodge a Des Moines para ser el editor de Iowa Homestead. Ulysses S. Grant lo nombró como agente de pensiones de Iowa y Nebraska y ocupó ese cargo durante ocho años. Gue y su hijo compraron The Homestead en 1880. Fundó la Pioneer Law-Makers Association of Iowa. Cofundó la Primera Iglesia Unitaria de Des Moines y la Asociación Unitaria de Iowa. Trabajó en la Historia de Iowa de cuatro volúmenes durante más de 17 años. En 1881, continuó como editor de Iowa Homestead y publicó Origin and Early History of Iowa State College.